# 富山県歯科医師会
一般社団法人富山県歯科医師会（とやまけんしかいしかい 英称 Toyama Dental Association）は、富山県の歯科医師を会員とする一般社団法人。

## 本部所在地
- 〒930-0887 富山県富山市五福字五味原2741-2

## 郡市歯科医師会
- 富山市歯科医師会 〒939-8081 富山市堀川小泉町1-9-26